# Liste der Monuments historiques in Combertault
Die Liste der Monuments historiques in Combertault führt die Monuments historiques in der französischen Gemeinde Combertault auf.

## Liste der Immobilien
| Bezeichnung         | Beschreibung           | Standort               | Kennzeichnung | Schutzstatus | Datum | Bild           |
| ------------------- | ---------------------- | ---------------------- | ------------- | ------------ | ----- | -------------- |
| Kirche St-Hippolyte | ab dem 11. Jahrhundert | Rue de l’Eglise (Lage) | PA00112221    | Classé       | 1967  | weitere Bilder |

## Liste der Objekte
| Bezeichnung               | Beschreibung                               | Standort                          | Kennzeichnung | Schutzstatus | Datum | Bild |
| ------------------------- | ------------------------------------------ | --------------------------------- | ------------- | ------------ | ----- | ---- |
| Skulptur Heiliger Edmund  | Kalkstein, 17. Jahrhundert                 | in der Kirche St-Hippolyte (Lage) | PM21000640    | Classé       | 1907  |      |
| Skulptur eines Mönchs     | Holz, farbig gefasst, 15. Jahrhundert      | in der Kirche St-Hippolyte (Lage) | PM21000641    | Classé       | 1931  |      |
| Skulptur Erzengel Michael | Stein, farbig gefasst, 16. Jahrhundert     | in der Kirche St-Hippolyte (Lage) | PM21000642    | Classé       | 1931  |      |
| Skulptur eines Abtes      | Kalkstein, farbig gefasst, 16. Jahrhundert | in der Kirche St-Hippolyte (Lage) | PM21000643    | Classé       | 1936  |      |
| Grabstein eines Rittes    | Kalkstein, 13. Jahrhundert                 | auf dem Friedhof (Lage)           | PM21000644    | Classé       | 1984  |      |